# Alexandru Bodnar
Alexandru Bodnar (n. 28 iunie 1990, Rădăuți, Suceava, România) este un sportiv român care concurează la tir cu arcul.
La Jocurile Olimpice de vară din 2008 de la Beijing, Bodnar și-a încheiat runda de clasament cu un total de 614 puncte, ceea ce i-a conferit locul 60 în clasamentul de start al competiției, în care s-a confruntat cu Wan Khalmizam⁠(d) în prima rundă. Bodnar a câștigat meciul cu 106-105 și s-a calificat în turul doi. În această rundă s-a confruntat cu Juan Carlos Stevens, care l-a învins cu 108-101.